# Szürke zaj

Egy lehetséges szürka zaj spektruma

A szürke zaj olyan véletlenszerű zaj, amelynek frekvenciaspektruma pszichoakusztikailag egyenlő hangerősségű kontúrt követ.
10s szürke zaj

Probléma esetén lásd:Médiafájlok kezelése.

## Jellemzői
A szürke zaj minden frekvenciát az emberi fül számára azonos hangerőnek megfelelő energiaszinttel tartalmazza, szemben a fehérzajjal, amely minden frekvenciát azonos energiával tartalmazza. A kettő közötti különbség oka, hogy pszichoakusztikailag az emberi hallás érzékenyebb egyes frekvenciákra, mint másokra.
Mivel az egyenlő hangerő görbéi nem csak az egyéntől függenek, hanem attól is, hogy milyen hangerővel játsszák le a zajt, nincs egyetlen pontosan definiálható szürke zaj.
Az egyenlő hangerősségű zaj matematikailag egyszerűbb és világosan definiált közelítése a rózsaszín zaj, amely oktávonként azonos mennyiségű energiát hoz létre, így a rózsaszín zaj közelebb áll az "egyenlően hangos minden frekvencián" elgondoláshoz, mint a fehér zaj.